# Goera martynowi
Goera martynowi är en nattsländeart som beskrevs av Georg Ulmer 1932. Goera martynowi ingår i släktet Goera och familjen grusrörsnattsländor. Inga underarter finns listade i Catalogue of Life.